# Malcolm Howard
Malcolm Howard (født 7. februar 1983 i Victoria) er en canadisk tidligere roer og olympisk medaljevinder.
Som junior var Malcolm Howard med til at vinde VM-bronze i firer uden styrmand, og han roede i flere forskellige bådtyper i begyndelsen af sin karriere. I 2004 vandt han VM-sølv i firer med styrmand, og i 2006 vandt han sammen med Kevin Light VM-bronze i toer uden styrmand. Herefter blev disse to roere en del af den canadiske otter, som vandt VM-guld samme år og et World Cup-løb året efter. Dermed var canadierne blandt favoritterne ved OL 2008 i Beijing.  Den canadiske otter vandt da også sit indledende heat, og i finalen førte canadierne hele vejen, så de sluttede med et forspring til Storbritannien på over et sekund med USA på tredjepladsen. Udover Howard bestod bådens besætning af Kevin Light, Ben Rutledge, Jake Wetzel, Andrew Byrnes, Dominic Seiterle, Adam Kreek, Kyle Hamilton og styrmand Brian Price. Canadierne blev dermed de første forsvarende verdensmestre, der vandt OL-guld, siden DDR gjorde det i 1979-1980.
Efter OL i 2008 og VM i 2009, hvor canadierne vandt sølv, roede Howard i en periode singlesculler uden den helt store succes, og i 2011 vendte han tilbage til otteren, som vandt VM-bronze samme år. Med den fine resultathistorie var canadierne med tre gengangere fra OL 2008 dermed igen blandt favoritterne ved OL 2012 i London. Båden sluttede dog sidst i sit indledende heat og måtte i opsamlingsheatet, hvor en andenplads var nok til at sikre canadierne adgang til A-finalen. Ingen andre både kunne følge med tyskerne, der dermed vandt guld, men lidt over et sekund senere kom canadierne ind på sølvpladsen, mens Storbritannien blev nummer tre, yderligere lidt over et sekund senere.
Efter OL i 2012 indstillede Howard sin elitekarriere.

## OL-medaljer
- 2008:  Guld i otter
- 2012:  Sølv i otter